# Sozialgericht Marburg

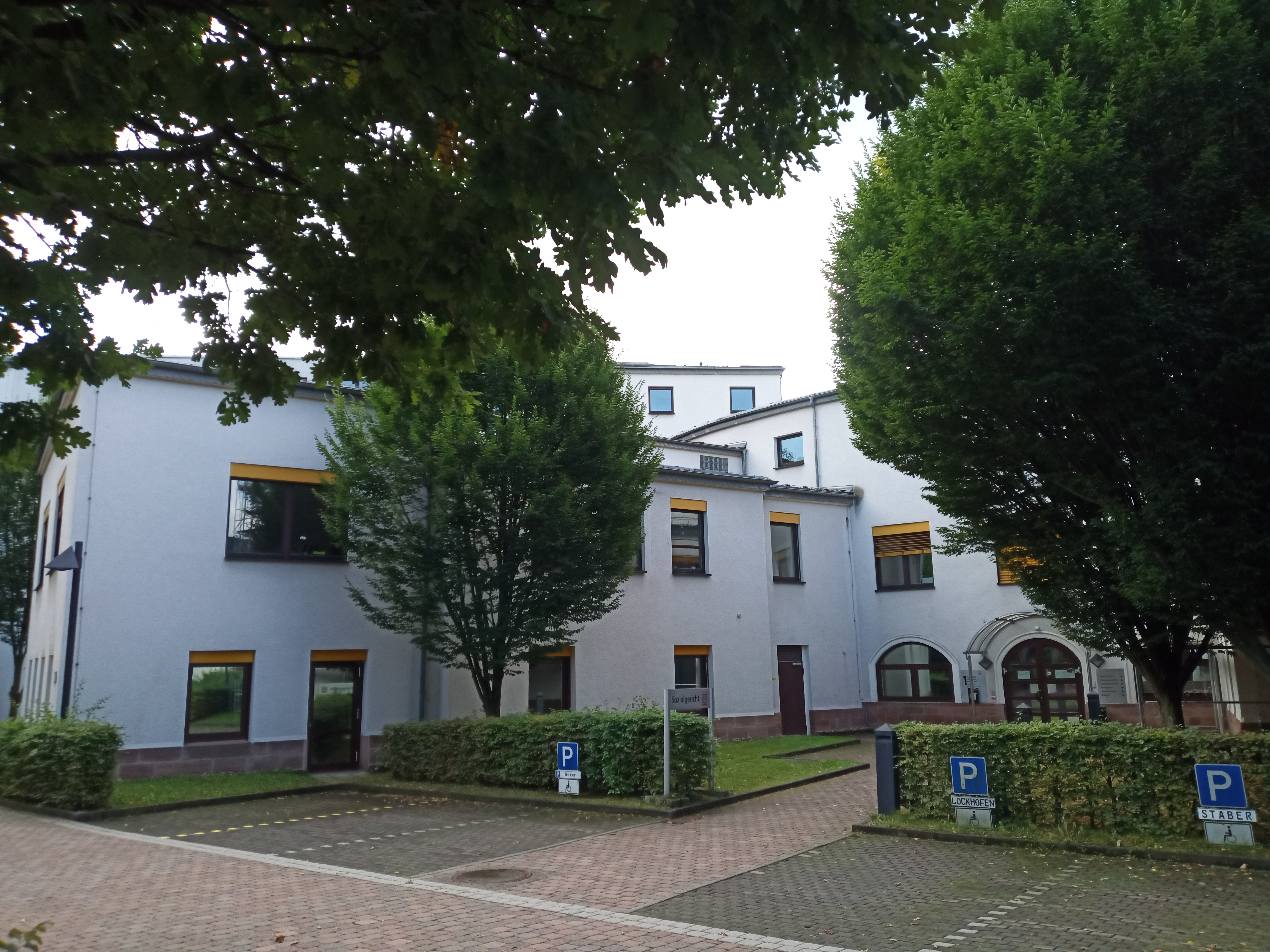
Sitz des Sozialgerichts Marburg

Das Sozialgericht Marburg ist ein Gericht der Sozialgerichtsbarkeit. Das Gericht ist eines von sieben Sozialgerichten in Hessen und hat seinen Sitz in Marburg.

## Gerichtsgebäude
Das alte, auffällige Gerichtsgebäude Gutenbergstraße 29 wurde Anfang 2018 aufgegeben. Seitdem benutzt das Gericht Räume im Behördenzentrum Am Mühlgraben (Gebäudeteile C und D) in der Robert-Koch-Straße 17.

## Gerichtsbezirk und übergeordnete Gerichte
Das Sozialgericht Marburg ist örtlich für den Landkreis Waldeck-Frankenberg sowie den Landkreis Marburg-Biedenkopf zuständig. Die sachliche Zuständigkeit ergibt sich aus dem Sozialgerichtsgesetz.
Auf Landesebene ist das Hessische Landessozialgericht das übergeordnete Gericht. Diesem ist wiederum das Bundessozialgericht, in Kassel angesiedelt, übergeordnet.